# Amt Wittlich
Das Amt Wittlich war ein vom 14. Jahrhundert bis 1794 bestehender Verwaltungs- und Gerichtsbezirk im Kurfürstentum Trier.

## Geschichte
Im 14. Jahrhundert entstand in Kurtrier eine Ämterorganisation. Kurfürst Balduin von Luxemburg bildete nach französischem Vorbild eine Ämterverwaltung. An der Spitze der Ämter stand nun ein Amtmann. Diese Ämterbildung war nicht ein einzelner Akt, sondern wurde in einer Vielzahl von einzelnen Schritten unter Berücksichtigung der lokalen Besonderheiten vorgenommen. In der Amtszeit Balduins ist das Amt Neuerburg (bei Wittlich) eines von 30 Ämtern, die urkundlich erwähnt wurden. In einer Aufstellung, die Kurfürst Johann II. von Baden 1498 beauftragt hatte, ist das Amt Wittlich eines von 59 genannten Ämtern.
Erzbischof Johann VI. (1556–1567) ordnete am 26. November 1556 mit Zustimmung der Landstände in Koblenz eine vierjährige Landsteuer an. Je 1000 Gulden Vermögen betrug die Steuer 3,5 Gulden. Am 20. Juli 1563 forderte er Berichte aller Ämter an, die über die Orte und die dortigen Steuerzahler Auskunft geben sollte. Im Amt Wittlich gab es danach folgende Feuerstellen in folgenden Orten:
| Ort                                        | Feuerstellen | Anmerkung                                                              |
| ------------------------------------------ | ------------ | ---------------------------------------------------------------------- |
| Stadt Wittlich                             | 186          |                                                                        |
| Urtzigh                                    | 84           |                                                                        |
| Wellenn                                    | 73           |                                                                        |
| Maringen und Noviandt                      | 88           |                                                                        |
| Emmell, Münster und Rensport               | 125          |                                                                        |
| Wintrich und Felzen                        | 131          |                                                                        |
| Kesten und Minheim                         | 94           |                                                                        |
| Lisura                                     | 93           |                                                                        |
| Hundtheim, Grinckhoff und Wißbelscheit     | 71           |                                                                        |
| Mehrlittigh und Carll                      | 58           |                                                                        |
| Altrich, Büscheit, Hart und Müller zu Rode | 38           |                                                                        |
| Neuerburg                                  | 30           |                                                                        |
| Dorff                                      | 11           |                                                                        |
| Olkenbach und Heintzerrode                 | 21           |                                                                        |
| Bumagen, Bierlingen und Büllingen          | 23           |                                                                        |
| Wenigerröer und Walholtz                   | 22           |                                                                        |
| Flußpach                                   | 12           |                                                                        |
| Lüxem                                      | 17           | Geteilte Hoheit mit den Herren von Keyll                               |
| Platten                                    |              | Die Grundgerichtsbarkeit war zwischen St. Irminen und Trier umstritten |

1684 wurde das Amt Udenesch in das Amt Wittlich eingegliedert und hörte auf als selbstständige Einheit zu bestehen.
Die Amtsbeschreibung von 1786 nennt 32 Gemeinden mit 42 Ortschaften, 4 Klöster, 12 besondere Höfe und 31 Mühlen als Bestandteile des Amtes. Dies waren: Altrich, Belingen, Berlingen, Bombogen, Büscheit, Carl, Crames, Dorff, Dürbach, Emmel, Esch, Ferres, Filzen, Flusbach, Groslittgen, Haart, Hontheim, Kesten, Kirchhof, Krinkhof, Lieser, Luxem, Maringen, Minderlittgen, Minheim, Müster, Musweiler, Neuerburg, Noviand, Olckenbach, Piesport, Platten, Pollbach, Rensport, Riwenich, Salmenror, Sehlem, Urzig, Vailz und 2 Mühlen, Wehlen, Wengenror, Wintrich, Wischpett, Wittlich und Wittlicher Mühlen.
Mit der Einnahme des Linken Rheinufers durch französischen Revolutionstruppen wurde das Amt nach 1794 aufgelöst.